# Louis de Chevigné
Pour les articles homonymes, voir Chevigné.
Louis Marie Joseph de Chevigné est un poète et un conteur français né à Chavagnes-en-Paillers (Vendée) le 30 janvier 1793 et mort à Reims (Marne) le 19 novembre 1876.

## Biographie

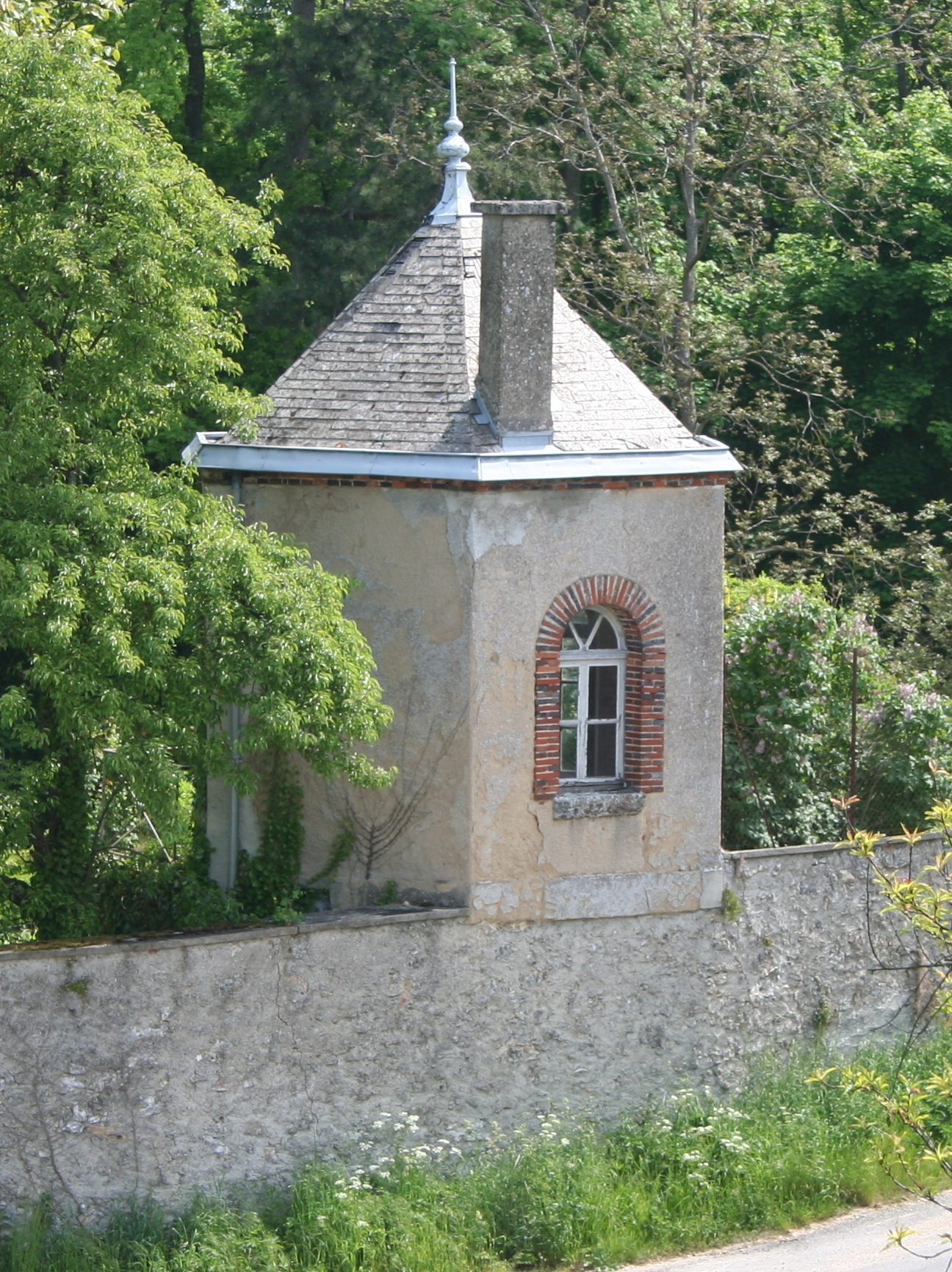
Tour du poète à Boursault, en l'honneur du comte de Chevigné.

Neveu de Jacques Gabriel du Chaffault, Louis de Chevigné est l'auteur du livre Les Contes rémois qui connurent plus de 12 éditions de 1836 à 1877. Il épouse, en 1817, Clémentine Clicquot (1799-1863), fille unique de la veuve Clicquot-Ponsardin. Il réside au château de Boursault, près d'Épernay, et à Reims, dont il commande la Garde nationale de 1830 à 1849.
Promu officier de la Légion d'honneur, il est inhumé dans le canton 2 du cimetière du Nord de Reims.
Une rue de Reims porte son nom.

## Publications
- Les Contes rémois, dessins d'Ernest Meissonier, Paris, Michel Lévy, 1861[1].  — Bon nombre de ses contes ont un rapport avec l'alcool.
- Les Contes rémois, réédition établie et annotée par Éric Poindron, Éditions du Coq-à-l'Âne.